# Wings (videogioco 2014)
(Orville Wright, dalla presentazione del videogioco)
Wings! Remastered edition 2014 o semplicemente Wings è un videogioco di tipo simulatore di volo sviluppato dalla Cinemaware per PC Windows, e in seguito per iOS e Android il progetto è stato avviato tramite donazioni sul sito Kickstarter (1 387 backers con 91 380 dollari raccolti), ed è il remake della versione per computer Amiga del 1990 Wings sviluppato dalla stessa Cinemaware, dal quale riprende la storia, la musica e le dinamiche di gioco. Il videogioco è localizzato con i sottotitoli in italiano, i dialoghi sono doppiati in inglese.

## Trama
Il videogioco inizia con la rappresentazione dei fratelli Wright intenti a far decollare il loro prototipo di aeroplano, il Flyer nel 1903.
1915: la Grande Guerra è scoppiata, il giocatore impersonerà un giovane aviatore inglese facente parte del Royal Flying Corps, 56º squadrone agli ordini del Colonnello Charles Farrah, impegnato sul fronte belga/francese. Con lo scorrere della storia il giocatore incontrerà in combattimento gli assi dell'aviazione dell'asse Oswald Boelcke e il Barone Rosso Manfred von Richthofen. Con la successione degli eventi, e portando a termine le varie missioni, si arriverà alla fine della guerra con la vittoria degli alleati. I nomi degli aeroplani, i personaggi e gli scenari rispecchiano quelli reali.

## Modalità di gioco
Il videogioco è incentrato sull'azione vera e propria piuttosto che la simulazione, i comandi sono semplici e intuitivi. Nelle missioni di pattuglia, il cuore del videogioco, bisognerà prestare maggiormente attenzione a non trovarsi nel fuoco incrociato nemico ed evitare gli scontri in volo anche con gli alleati ed a non fare inceppare da surriscaldamento la mitragliatrice. In alcune missioni si dovranno affrontare molti aerei pur essendo soli o affiancati da solo un compagno. Sia nelle missioni di bombardamento che di mitragliamento si dovrà evitare di colpire i mezzi e tende della croce rossa o alla fine delle missioni verremmo richiamati da Farrah, dopo tre richiami verrà tolta la licenza di volo e il conseguente game over. Negli scontri con i palloni aerostatici la difficoltà maggiore sarà la contraerea.

## Missioni
- Caccia, visuale dall'interno dell'aeroplano, classica simulazione tipicamente arcade dove si dovranno eliminare gli aerei nemici e palloni aerostatici. Si possono incontrare condizioni climatiche avverse come nebbia o pioggia.
- Bombardamento, visuale dall'alto, missioni varie dove si dovranno colpire edifici, ponti, treni o hangar nemici. Spesso si potranno trovare postazioni antiaeree a rendere difficoltosa l'azione. L'obbiettivo verrà fornito prima di iniziare la missione.
- Mitragliamento, visuale di lato, missioni atte a colpire convogli in transito, truppe nemiche, postazioni di mitragliatrici, ecc. Spesso si potranno incontrare fanteria e postazioni antiaeree agguerrite. Di solito la missione consiste di mitragliare almeno il 50% di un obiettivo primario specifico pena il fallimento della missione.